# Jaskinia Kinderle
Jaskinia Kinderle (ros. Киндерлинская пещера, baszk. Киндерле) – jaskinia znajdująca się w Uralu Południowym, w Republice Baszkortostanu w Rosji, na prawym brzegu rzeki Kinderla. Niedaleko jaskini znajduje się miejscowość Tash-Asty.

## Opis
Powstała w dewonie. Jest to druga pod względem długości jaskinia w Uralu Południowym – jej długość wynosi około 8130 metrów, a głębokość to 128 metrów; część jaskini znajduje się pod wodą. Zlokalizowana jest w parku przyrody Zilim. Wejście do niej usytuowane jest na wysokości 94 metrów. W jaskini znajduje się wiele stalagmitów oraz lodowiec, którego powierzchnia to około 720 m². Według niektórych badaczy w przeszłości służył on miejscowym myśliwym do przechowywania mięsa zabitych zwierząt; obecnie lodowiec stopniowo topnieje i z roku na rok zmniejsza swoją powierzchnię. W 1974 roku jaskinia została zbadana przez speleologów i nazwana Jaskinią Zwycięstwa (w związku z 30. rocznicą zakończenia II wojny światowej). W latach 1975–1977 zbadano ją dokładniej. W jaskini przez większość czasu utrzymują się temperatury poniżej 0 °C, nawet latem temperatura może spaść do −12 °C. Dawniej corocznie odwiedzały ją tysiące turystów, obecnie (zwłaszcza od 2010 roku) podejmuje się działania mające na celu ochronę i ustabilizowanie sytuacji ekologicznej w jaskini, w związku z tym w 2010 roku grotołazi zainstalowali metalowe ogrodzenie wydzielające część jaskini wyłączoną z możliwości zwiedzania. W wyniku wizyt turystów część znajdujących się w jaskini stalagmitów została zniszczona lub uszkodzona.